# Colobura dirce
Espèce
Colobura dirce est une espèce de lépidoptères (papillons) de la famille des Nymphalidae, de la sous-famille des Nymphalinae, de la tribu des Nymphalini, et du genre Colobura. C'est l'espèce type pour le genre. 

## Dénomination
Colobura dirce a été décrit par le naturaliste suédois Carl von Linné en 1758, sous le nom initial de Papilio dirce.

### Synonymes
- Papilio dirce (Linné, 1758) protonyme
- Gynaecia dirce (Godman & Salvin, 1883) [2]

### Noms vernaculaires
Il se nomme Dirce Beauty Coloruba en anglais.

### Taxinomie
Sous-espèces
- Colobura dirce dirce (Linné, 1758)

Synonymie pour cette sous-espèce
Papilio bates (Linné, 1758)
Papilio dirceoides (Sepp, 1852)
Cynthia cassavae (Fabricius, 1938) 
- Colobura dirce wolcotti (Comstock, 1942) [7]

Synonymie pour cette sous-espèce
Colobura dirce clementi (Comstock, 1942)
Colobura dirce avinoffi (Comstock, 1942)

## Description
L'imago, de taille moyenne a une envergure très variable. Le dessus de couleur marron foncé est barré sur les antérieures d'une bande blanche.
Le revers est zébré avec la même bande blanche aux antérieures.
Les sous-espèces se distinguent surtout par la troisième ligne submarginale sur la face inférieure de l'aile antérieure, qui se rétrécit ou pas.
Les œufs sont pondus par grappes de 2 à 10 œufs sur les semis de Cecropia, la plante hôte.

### Chenille
Il y a cinq stades larvaires, et au dernier stade, les chenilles sont noires.

### Chrysalide
Les nymphes ressemblent à des brindilles mortes, sur la plante hôte.

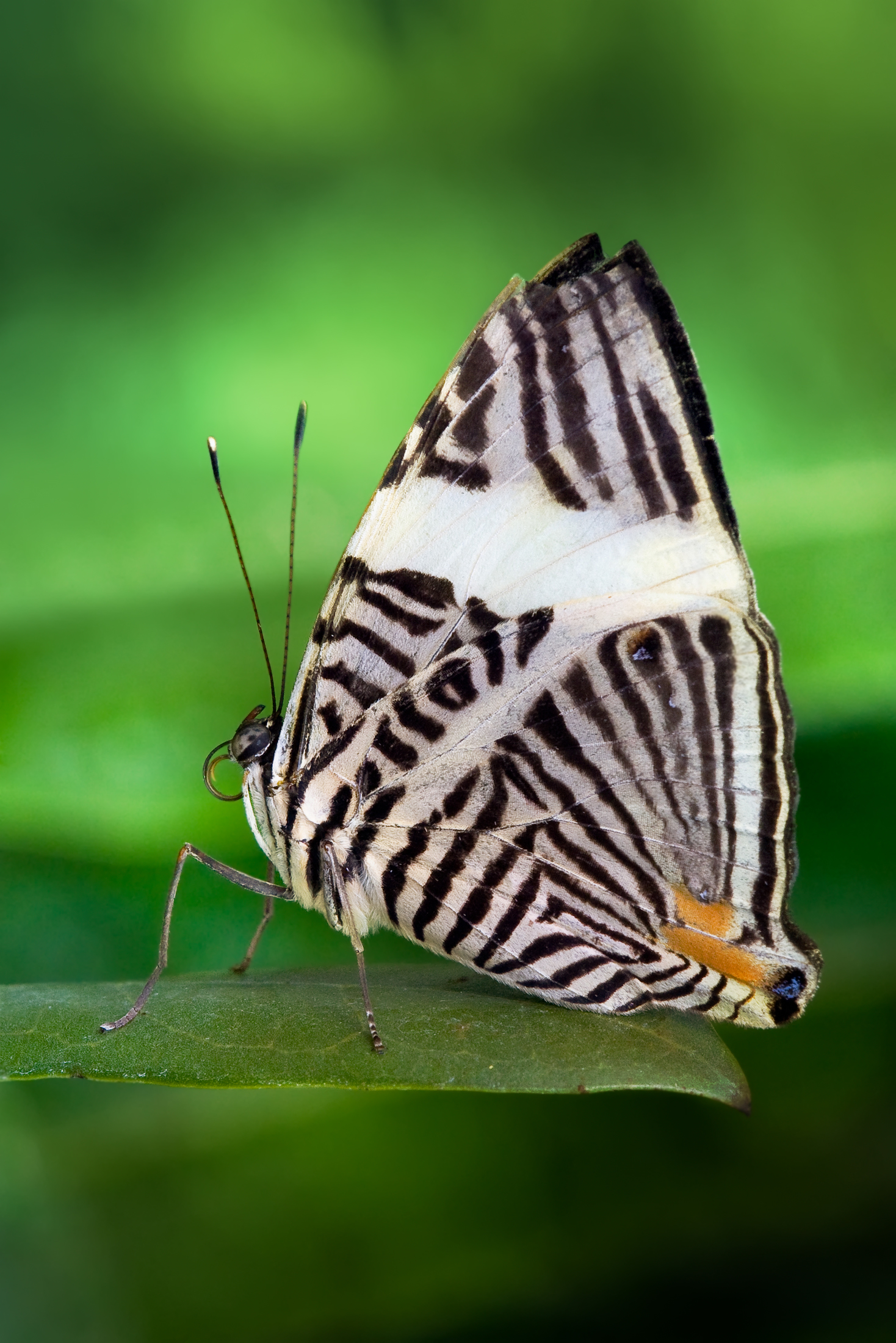
Colobura dirce

## Biologie

### Plantes hôtes
La chenille de Colobura dirce se nourrit de plantes du genre Cecropia qui regroupe des arbres dioïques de la famille des Cecropiaceae, ou des Urticaceae selon la classification phylogénétique.

## Écologie et distribution
- Colobura dirce est présent en Amérique centrale, en Amérique du Sud, et aux Caraïbes.
- La localité type est la Guyane.

Les deux sous-espèces se répartissent avec Colobura dirce dirce présent en Amérique centrale, et dans le nord de l'Amérique du Sud dont la Guyane et Colobura dirce wolcotti  aux Caraïbes, Cuba, Jamaïque, Haïti,.

### Biotope
Colobura dirce réside dans les forêts.

## Philatélie
Ce papillon figure sur une émission de Cuba de 1997 (valeur faciale : 15 c.).